# Vänge socken, Gotland
Vänge socken ingick i Gotlands norra härad, ingår sedan 1971 i Gotlands kommun och motsvarar från 2016 Vänge distrikt.
Socknens areal är 39,76 kvadratkilometer, varav 39,75 land. År 2020 fanns här 366 invånare. Småorten Bjärges och Nickarve och kyrkbyn Vänge med sockenkyrkan Vänge kyrka ligger i socknen. 

## Administrativ historik
Vänge socken har medeltida ursprung. Socknen tillhörde Halla ting som i sin tur ingick i Kräklinge setting i Medeltredingen.
Vid kommunreformen 1862 övergick socknens ansvar för de kyrkliga frågorna till Vänge församling och för de borgerliga frågorna bildades Vänge landskommun. Landskommunen inkorporerades 1952 i Romaklosters landskommun och ingår sedan 1971 i Gotlands kommun. Församlingen utökades 2006.
1 januari 2016 inrättades distriktet Vänge, med samma omfattning som församlingen hade 1999/2000.  
Socknen har tillhört samma fögderier och domsagor som Gotlands norra härad. De indelta båtsmännen tillhörde Gotlands första båtsmanskompani.

## Geografi
Vänge socken ligger ungefär mitt på Gotland. Socknen är en slättbygd i nordväst med karg skogsmark i söder och öster.
Prästgårdsänget väster om Vänge kyrka är ett gotländskt änge med stensträngar.

### Gårdsnamn
Bjärges, Bringes, Gandarve, Hägvalds, Kyrkjuves, Nickarve, Norrbys, Nygårds, Prästbåtels, Prästgården, Rovalds, Sallmunds, Skogs, Suderbys, Vivungs.

## Fornlämningar
Kända från socknen är gravrösen från bronsåldern samt åtta gravfält, stensträngar, sliprännestenar och en fornborg från järnåldern. En runristning är känd och vid kyrkan två medeltida runristade gravhällar.
Arängsbacken (även kallad Mangsar' backe efter en försvunnen gård Mangsarve) är ett fornlämningsområde beläget i Suderbys. Området omfattar en fornborg, ett gotländskt änge med husgrunder från järnåldern och en gravhög från bronsåldern.

## Namnet
Namnet (1302 Vvengi) innehåller vängi eller vång, 'en bys eller hemman inhägnade marker; gärde, hage' men med oklar tolkning.

## Befolkningsutveckling
| Befolkningsutvecklingen i Vänge socken, Gotland 1750–2020 | Befolkningsutvecklingen i Vänge socken, Gotland 1750–2020 | Befolkningsutvecklingen i Vänge socken, Gotland 1750–2020 | Befolkningsutvecklingen i Vänge socken, Gotland 1750–2020 | Befolkningsutvecklingen i Vänge socken, Gotland 1750–2020 |
| --- | --------------------------------------------------------- | --------------------------------------------------------- | --------------------------------------------------------- | --------------------------------------------------------- |
| |                                                           |                                                           |                                                           |                                                           |
| År |                                                           |                                                           | Folkmängd                                                 |                                                           |
| 1750 | 1750                                                      |                                                           | 166                                                       |                                                           |
| 1760 | 1760                                                      |                                                           | 188                                                       |                                                           |
| 1780 | 1780                                                      |                                                           | 218                                                       |                                                           |
| 1790 | 1790                                                      |                                                           | 214                                                       |                                                           |
| 1800 | 1800                                                      |                                                           | 257                                                       |                                                           |
| 1810 | 1810                                                      |                                                           | 278                                                       |                                                           |
| 1820 | 1820                                                      |                                                           | 299                                                       |                                                           |
| 1830 | 1830                                                      |                                                           | 318                                                       |                                                           |
| 1840 | 1840                                                      |                                                           | 368                                                       |                                                           |
| 1850 | 1850                                                      |                                                           | 395                                                       |                                                           |
| 1860 | 1860                                                      |                                                           | 427                                                       |                                                           |
| 1870 | 1870                                                      |                                                           | 507                                                       |                                                           |
| 1880 | 1880                                                      |                                                           | 582                                                       |                                                           |
| 1890 | 1890                                                      |                                                           | 568                                                       |                                                           |
| 1900 | 1900                                                      |                                                           | 619                                                       |                                                           |
| 1910 | 1910                                                      |                                                           | 654                                                       |                                                           |
| 1920 | 1920                                                      |                                                           | 655                                                       |                                                           |
| 1930 | 1930                                                      |                                                           | 672                                                       |                                                           |
| 1940 | 1940                                                      |                                                           | 683                                                       |                                                           |
| 1950 | 1950                                                      |                                                           | 612                                                       |                                                           |
| 1960 | 1960                                                      |                                                           | 488                                                       |                                                           |
| 1970 | 1970                                                      |                                                           | 412                                                       |                                                           |
| 1980 | 1980                                                      |                                                           | 434                                                       |                                                           |
| 1990 | 1990                                                      |                                                           | 425                                                       |                                                           |
| 2000 | 2000                                                      |                                                           | 403                                                       |                                                           |
| 2010 | 2010                                                      |                                                           | 380                                                       |                                                           |
| 2020 | 2020                                                      |                                                           | 366                                                       |                                                           |
| Anm: Källor: Umeå universitet - Tabellverket 1749-1859, Demografiska databasen, CEDAR, Umeå universitet, Befolkningsutvecklingen i Gotlands socknar 2000 - 2010, Folkmängden per distrikt, landskap, landsdel eller riket efter kön. År 2015 - 2022. |                                                           |                                                           |                                                           |                                                           |

### Fotnoter
1. 1 2  Svensk Uppslagsbok andra upplagan 1947–1955: Vänge socken
2. ↑  ”Folkmängden per distrikt, landskap, landsdel eller riket efter kön. År 2015 - 2022”. Statistikdatabasen. Statistiska centralbyrån. http://www.statistikdatabasen.scb.se/pxweb/sv/ssd/START__BE__BE0101__BE0101A/FolkmangdDistrikt/. Läst 23 april 2023.
3. ↑  Harlén, Hans; Harlén Eivy (2003). Sverige från A till Ö: geografisk-historisk uppslagsbok. Stockholm: Kommentus. Libris 9337075. ISBN 91-7345-139-8
4. ↑  ”Församlingar”. Statistiska centralbyrån. https://www.scb.se/hitta-statistik/regional-statistik-och-kartor/regionala-indelningar/forsamlingar/. Läst 30 december 2022.
5. ↑  Administrativ historik för Vänge socken (Klicka på församlingsposten). Källa: Nationella arkivdatabasen, Riksarkivet.
6. ↑  Om Gotlands båtsmanskompani
7. 1 2  Sjögren, Otto (1931). Sverige geografisk beskrivning del 2 Östergötlands, Jönköpings, Kronobergs, Kalmar och Gotlands län. Stockholm: Wahlström & Widstrand. Libris 9939
8. 1 2 3  Nationalencyklopedin
9. ↑  Förteckning över slipskåror
10. ↑  Fornlämningar, Statens historiska museum: Vänge socken, Gotland
11. ↑  Fornminnesregistret, Riksantikvarieämbetet: Vänge socken, Gotland Fornminnen i socknen erhålls på kartan genom att skriva in sockennamn (utan "socken") i "Ange geografiskt område"
12. ↑  Mats Wahlberg, red (2003). Svenskt ortnamnslexikon. Uppsala: Institutet för språk och folkminnen. Libris 8998039. ISBN 91-7229-020-X. https://isof.diva-portal.org/smash/get/diva2:1175717/FULLTEXT02.pdf